# 국가보안위원회
국가보안위원회(러시아어: Комите́т госуда́рственной безопа́сности, КГБ 코미테트 고수다르스트벤노이 베조파스노스티, 카게베[*] 듣기 (도움말·정보), 영어: KGB)는 1954년 3월 13일부터 1991년 11월 6일까지 존속했던 소비에트 연방의 정보 기관으로, 냉전 시기 세계에서 가장 영향력 강한 정보기관으로 여겨졌다.

## 역사
국가보안위원회는 1954년 창설되었다. 당시 소련은 서기장 이오시프 스탈린이 사망한 이후 그의 후계 자리를 놓고 권력투쟁을 벌이고 있었다. 이 과정에서 국가보안부 장관이자 비밀경찰의 총수였던 라브렌티 베리야는 자신의 비밀경찰 조직을 바탕으로 권좌에 오르려 하였으나 이를 경계하던 반대파에 의하여 숙청되었다. 베리야는 기존의 국가보안부 조직을 기반으로 자신의 권력을 다지고자 했으나, 그의 처형 이후 제1서기 자리에 오른 흐루쇼프는 정보기관을 한 부서로써 편성한다는 것이 매우 위험한 일이라고 생각하였다. 따라서 흐루쇼프는 국가안전부를 구 위원회 수준의 권한으로 낮추었으며, 동시에 국가보안위원회를 공산당 직속 정보 기관으로써 일부 제한했다.
냉전 기간 동안 국가보안위원회는 소련의 정보 기관이자 방첩 기관, 그리고 첩보 기관으로써의 역할을 동시에 수행했다. 첩보의 경우, 미국 중앙정보국(CIA)과 더불어 막강한 첩보 기관으로써 영향력을 발휘했으며 세계 공산주의 활동을 정치, 군사적으로 지원하였다. 하지만 이와 더불어 국가보안위원회는 동시에 소련 내부의 적을 감시하는 임무를 맡고 있었으며, 특히 정치적으로 소련에 반대되는 의사를 표현하거나 그러한 사상을 가진 인사에게 요원을 붙여 철저히 감시했다. 국가보안위원회의 대국민 감시는 당시 슈타지와 함께 가장 철저하기로 악명높았다.
국가보안위원회는 소련 시절 대테러전을 담당할 특수부대도 창설했다. 이중 알파 부대는 1980년 모스크바 하계 올림픽 당시 테러를 대비해 창설되었으며, 빔펠 부대는 비상사태를 대비해 행동할 수 있도록 창설되었다. 이들 두 부대는 8월 쿠데타 당시 반쿠데타 세력이 모인 최고 소비에트 건물을 진압하라는 명령을 거부했으나, 이어서 1993년 벌어진 10월 사변 당시 보리스 옐친의 진압 명령을 거부해 이후 불이익을 받기도 했다.
1991년 국가보안위원장이었던 블라디미르 크류치코프가 쿠데타를 일으켜 고르바초프를 몰아내고 정권을 잡았으나, 국민들의 대대적인 반대에 부딪혀 실패했다. 이 사건으로 고르바초프를 비롯한 소련 정부의 권위는 추락했고, 그와 더불어 국가보안위원회의 권위 또한 추락했다. 그 해 12월 말 소련이 해체되자 국가보안위원회 역시 해체되었으며, 이후 소련을 구성하던 각 나라들의 정보 부서로써 독립해 나갔다. 소련의 구성국들 중 가장 큰 국가였던 러시아에서는 해외첩보를 담당하던 1총국이 해외정보국으로, 국내 보안업무를 담당하던 2총국이 연방보안국으로 각각 개편되어 오늘날까지 이어지고 있다.

## 구조
- 1총국: 해외첩보
- 2총국: 국내안보 및 방첩
- 3총국(1954 - 1960, 1982 - 1991), 제3국(1960 - 1982): 군사방첩
- 4국(1954 - 1960): 반볼셰비키 반소비에트분자 감시
- 4국(1981 - 1991): 수송시설 보안 담당
- 5국(1954 - 1960): 경제 안보 담당
- 5국(1967 - 1989년 8월 29일): 반볼셰비키 반소비에트분자, 종교인 감시, 1989년 보호부로 승계
- 6국(1954 - 1960): 수송시설 보안 담당
- 6국(1982 - 1991): 경제 안보 및 산업 안보 담당
- 7국: 산업 시설 시찰 담당
- 8총국: 암호해독 및 통신보안 담당
- 9국(1954 - 1990): 정부 및 당 지도자 보호
- 10국(1954 - 1959): 크렘린 경비 담당
- 14국: 의료, 건강 시설 담당
- 15국(1969 - 1974), 15총국(1974 - 1991): 비밀시설 및 안전시설 관리
- 16국(1973 - 1991): 전신 보안 및 암호 해독
- 국경수비총국(1954 - 1991): 국경수비 담당
- 보호국("Z" 국, Управление «З», Directorate "Z")(1989년 8월 29일 - 1991년 8월): 법률 집행 보호
- 작전기술국
- 군사시설건설국
- 대국민업무센터(ЦОС, 1990년 4월 22일 - 1991년 10월 26일): 언론, 노동조합 및 인민 여론에 대한 국가보안위원회 선전 선동 담당

## 역대 위원장
- 이반 세로프(1954년 3월 13일 - 1958년 12월 8일)
- 알렉산드르 셸레핀(1958년 12월 25일 - 1961년 11월 13일)
- 블라디미르 세미차스트니(1961년 11월 13일- 1967년 5월 18일)
- 유리 안드로포프(1967년 5월 18일 - 1982년 5월 26일)
- 비탈리 페도르추크(1982년 5월 26일 - 1982년 12월 17일)
- 빅토르 체브리코프(1982년 12월 17일 - 1988년 10월 1일)
- 블라디미르 크류치코프(1988년 10월 1일 - 1991년 8월 21일)
- 레오니트 셰바르신(1991년 8월 22일 - 1991년 8월 23일)
- 바딤 바카틴(1991년 8월 23일 - 1991년 10월 22일)

## 같이 보기
- 체카
- 내무인민위원회
- 연방보안국
- 해외정보국
- 러시아 정보총국